# گوستاوو روخاس پینیلا
گوستاوو روخاس پینیلا (انگلیسی: Gustavo Rojas Pinilla؛ زاده ۱۲ مارس ۱۹۰۰ – درگذشته ۱۷ ژانویهٔ ۱۹۷۵) مهندس عمران، سیاستمدار و ژنرال اهل کلمبیا بود. وی از ۱۳ ژوئن ۱۹۵۳ تا ۱۰ مه ۱۹۵۷ رئیس‌جمهور این کشور بود.
گوستاوو روخاس پینیلا در ۱۷ ژانویه ۱۹۷۵، در سن ۷۴ سالگی درگذشت.